# Temmangu
Temmangu er gudenavnet for Sugahara Michizane (f. 845), der et af de ældste kendte eksempler på en virkelig person, der bliver gjort til guddom (kami) indenfor religionen shinto. Han er en guddom for kalligrafi og undervisning.
Michizanes slægt sporede deres rødder tilbage til solgudinden Aratemasu og var kendte for deres evner indenfor undervisning, og Michizane opnåede høj status ved kejserens hof, men en rivalisering endte med, at han blev sendt i eksil i Kiushiu, hvor han døde. Efterfølgende ulykker blev tilskrevet hans ånd, og disse ophørte først, da en række altre blev rejst til hans ære og ofringer blev gjort i hans navn. Dyrkelsen af ham forblev intakt gennem århundrerne. I 1820 var det således fx 25 altre til hans ære i omegnen af Yedo.